# Måns Saebbö
Måns Saebbö, född 21 augusti 2000, är en svensk fotbollsspelare som spelar collegefotboll för Seton Hall Pirates.

## Karriär
Saebbös moderklubb är Kungsladugårds BK. Som 12-åring gick han till IFK Göteborg. Den 4 maj 2019 gjorde Saebbö mål och allsvensk debut i en 4–2-vinst över IK Sirius.
Den 22 juli 2019 skrev Saebbö på ett halvårskontrakt med Gais. I februari 2020 värvades Saebbö av FC Trollhättan, där han skrev på ett tvåårskontrakt. I augusti 2020 lämnade Saebbö klubben. I september 2020 återvände han till moderklubben Kungsladugårds BK. Saebbö gjorde sju mål på fem matcher för klubben i Division 5 säsongen 2020.
Inför säsongen 2021 gick Saebbö till division 4-klubben Älvsborg FF, men började även spela för amerikanska collegelaget Seton Hall under säsongen. I juni 2021 blev Saebbö klar för spel i division 2-klubben Assyriska BK.